# لنجنه
لنجنه (به لاتین: Lędziny) یک منطقهٔ مسکونی در لهستان است که در شهرستان بیرونگ-لنجن واقع شده‌است. لنجنه ۳۱٫۴۸ کیلومتر مربع مساحت و ۱۶٬۲۶۲ نفر جمعیت دارد.